# Lotkugeltest
Beim Lotkugeltest (englisch balling test oder solder ball test genannt) wird eine definierte Menge Lotpaste mit einer vordefinierten geometrischen Verteilung auf ein thermisch gut leitendes Substrat aufgebracht und anschließend umgeschmolzen. Nach dem Aufschmelzen wird das Zusammenfließen des geschmolzenen Lots zu einer Lotkugel und die verbleibende Verteilung von Lotkugeln und Lotrückständen auf der Druckfläche analysiert und ausgewertet.

## Anwendung des Tests
Dieser Test kann zur Überprüfung der Qualitätseigenschaften von Lotpasten verwendet werden. Beispielsweise können fabrikneue Pasten oder gelagerte Pasten auf ihre Eigenschaften hin überprüft werden. Dieser Test kann mit bleifreier und bleihaltiger Lotpaste durchgeführt werden. Bei bleifreier Lotpaste müssen aufgrund der höheren Liquidustemperatur tendenziell höhere Temperaturen verwendet werden.

## Auftrag der Lotpaste
Der Lotkugeltest wird zur Überprüfung der Lotpaste verwendet. Hierzu wird auf ein dünnes, nicht benetzbares, aber sehr gut thermisch leitfähiges Substrat (z. B. Aluminiumsubstrat) Lotpaste aufgetragen. Hierzu wird eine Probenschablone zum Auftrag der Lotpaste verwendet. Die Dicke der Schablone soll möglichst der Dicke der Serienschablonen (z. B. 80 µm, 100 µm, 120 µm, 150 µm, 180 µm, …) sein. Hierbei wird die Lotpaste beispielsweise mit einer Lotpastenschablone und einem Rakel als kreisrunde Fläche mit einem Durchmesser von 2 bis 3 mm mit der jeweiligen Schablonendicke aufgetragen. 
Bevor die Pasten umgeschmolzen werden, können die gedruckten Probekörper für eine definierte Dauer bei definierten Temperaturen gelagert werden. Hierdurch können sich flüchtige Pastenbestandteile verflüchtigen. Hierdurch kann der Vorgang nachgebildet werden, wenn im Praxiseinsatz eine längere Zeit zwischen dem Pastenauftrag und dem Reflow-Löten liegt und sich somit die Eigenschaften der Lotpaste ändern.

## Umschmelzen der Lotpaste
Das Substrat wird anschließend auf ein Lotband mit flüssigem Lot (Lotbadtemperatur im Bereich von 250 °C bis 260 °C) gesetzt, so dass die aufgebrachte Lotpaste auf dem Substrat durch die Wärme des flüssigen Lots (die Wärme geht durch das Substrat hindurch) erwärmt wird und schmilzt. Das Substrat bleibt hierbei für eine Dauer von ca. 3 Sekunden über dem Lotbad. Andere Testkriterien gehen von einer Temperatur im Bereich von 215 °C bis 245 °C bei einer Einwirkdauer von bis zu 5 Sekunden aus. Als Varianten kann dieser Test insgesamt zweimal durchgeführt werden, einmal bei der unteren Temperatur und einmal bei der oberen Temperatur.

## Auswertung der Versuchsergebnisse
Nach dem Abkühlen der Probe wird der Versuch ausgewertet. Hierbei wird das umgeschmolzene Lot und das verbleibende Flussmittel beurteilt. Nachfolgende Punkte können als Kriterium herangezogen werden:
- Die komplette Lotpaste schmilzt auf und zieht sich zu einer einzelnen, geometrisch sauber ausgeformten Lotkugel zusammen.
- Im Bereich der Auftragsfläche der Paste bilden sich neben der Hauptkugel keine weiteren Kugeln.
- Im Bereich des Pastenauftrags gibt es keine Spuren von Lotpastenrückständen mehr.

## Variation des Tests
Als Variation des oben beschriebenen Tests kann die Lotpaste unter gleichen Bedingungen auf ein gut benetzbares Substrat (beispielsweise ein oberflächenreines Substrat aus Stahl, Kupfer oder Messing) aufgebracht werden. Nach dem Umschmelzen ergibt sich bei diesem Test ein anderes Versuchsergebnis. Hierbei zieht sich die Lotpaste nicht zusammen, sondern es bildet sich umgeschmolzenes Lot im Bereich der Druckfläche der Paste aus. Damit es zu einem aussagekräftigen Ergebnis kommt, muss die Dauer des Wärmeeintrag auf bis zu 20 Sekunden erhöht werden.